# 元宵點燈

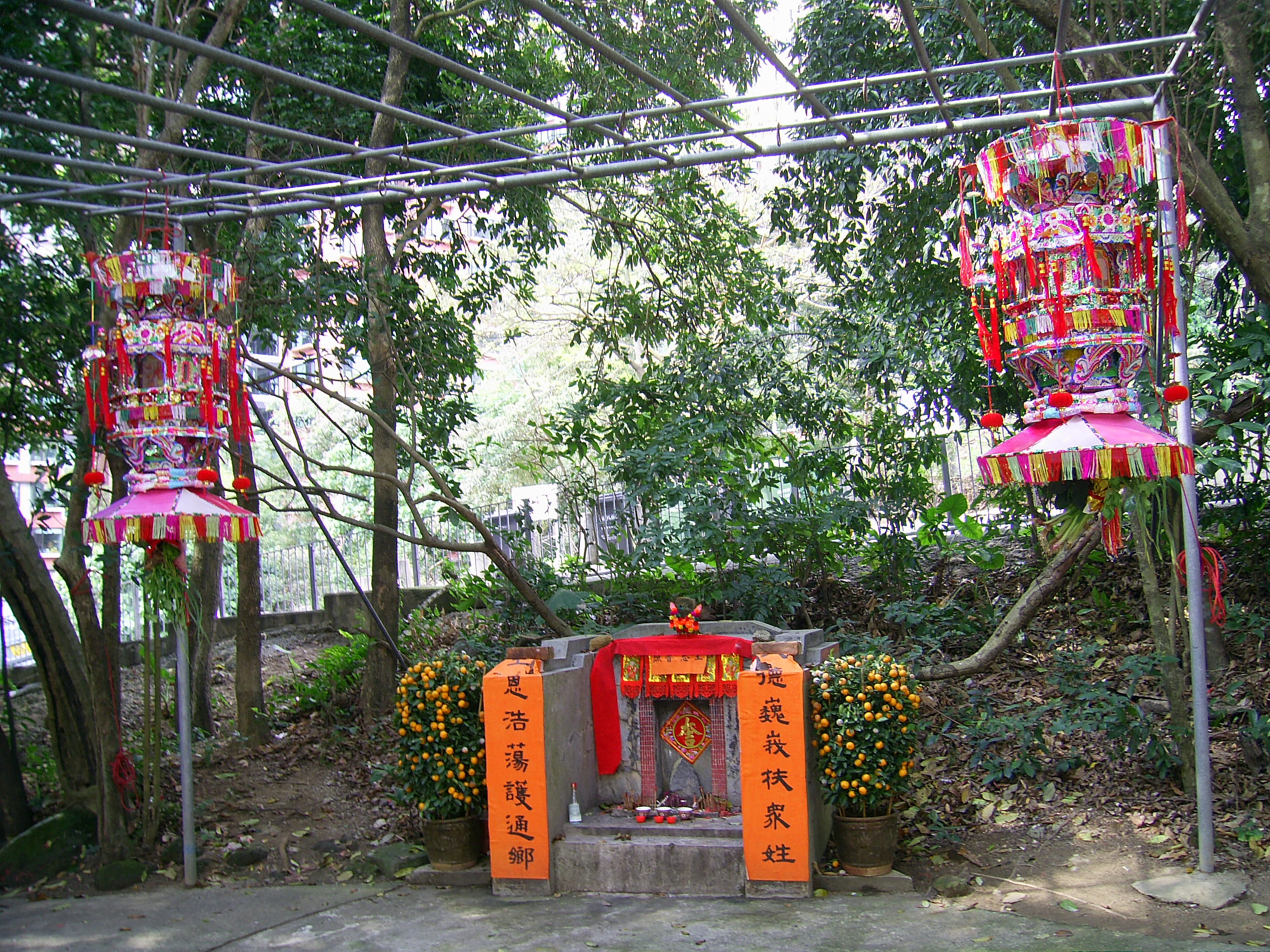
沙田小瀝源客家村落將花燈掛在土地壇前，每名新丁一個花燈。

元宵點燈，又稱慶燈、開燈、賀燈，是中國南方、台灣、香港一些村落在元宵節前後的傳統習俗。閩語、粵語、客家話，以及屬粵語下的圍頭話等南方漢語中“燈”和“丁”同音，點燈意寓添丁，據說可以帶來添丁的彩數，並且是向祖先稟告族中有新成員的儀式。故客家人、福建、潮州、臺灣、香港新界原居民等人認為元宵燈即為添丁的佳兆。

## 儀式
點燈一般在元宵此日或之前開始，實際日子則由初十至二十不等，視乎各村俗例而定。有些村落每年日期固定，如屏山東頭圍早於正月初五，而上水圍則於正月十二點燈，十五完燈；錦田水頭村鄧氏的點燈儀式固定在每年的正月十五和洪聖誕一同舉辦，屆時除了點燈外還有抽花炮和歌唱晚會等慶祝活動；也有些會擇日點燈。
點燈這天會在祠堂、神廳或特設的神棚掛上燈籠，新界圍村的點燈儀式一般在祠堂後廳的祖先神龕前舉行；亦有的於村內土地公社壇前舉行點燈儀式。為賀添丁有舞龍、舞麒麟、舞英歌等的風俗。過去一年內添了多少男丁，就燃亮同等數目的花燈，懸掛於祠堂橫梁之上。花燈上寫上很多吉祥句語，代表了身為父母、長輩們的心聲；花燈下懸掛了嬰兒名字、筷子（快生貴子）、茨菇（添丁生子）、柏葉（長壽）、薑（生育）、桔子（吉利）、蘿蔔（菜頭意寓彩頭）、芋頭（多子多孫）等。希望祖先庇蔭。有些是掛一個大紙紮花燈，裡面放置與男丁同等數目的燈盞。每個添了丁的家庭會備有祭品，如水果、米糧，並燃著蠟燭，置於族中崇祀的主神像前，上香，祈求神靈保佑。點燈後代表這些男丁被承認為族中成員。
有些村落會煮丁粥供族人及賓客品嘗。元宵當晚，添丁家庭按俗例在祠堂宴請族人，稱作丁酒、宴丁酒、擺丁桌、擺暝，香港的丁酒多為盆菜形式，亦有客家人的「九大簋」寓意「長長久久」，以九味菜式用大碗盛載並每三碗一斜排，族人稱為「九子碟」，以取「九子登科」之意。
有些村落宴罷便將花燈除下，稱為「完燈」，丁頭（男丁的父親）會拿回家中擺放，也有些會馬上焚燒，稱為「化燈」。一些族群如香港的客家人數年才點燈一次，花燈會放至下次點燈前才除下。

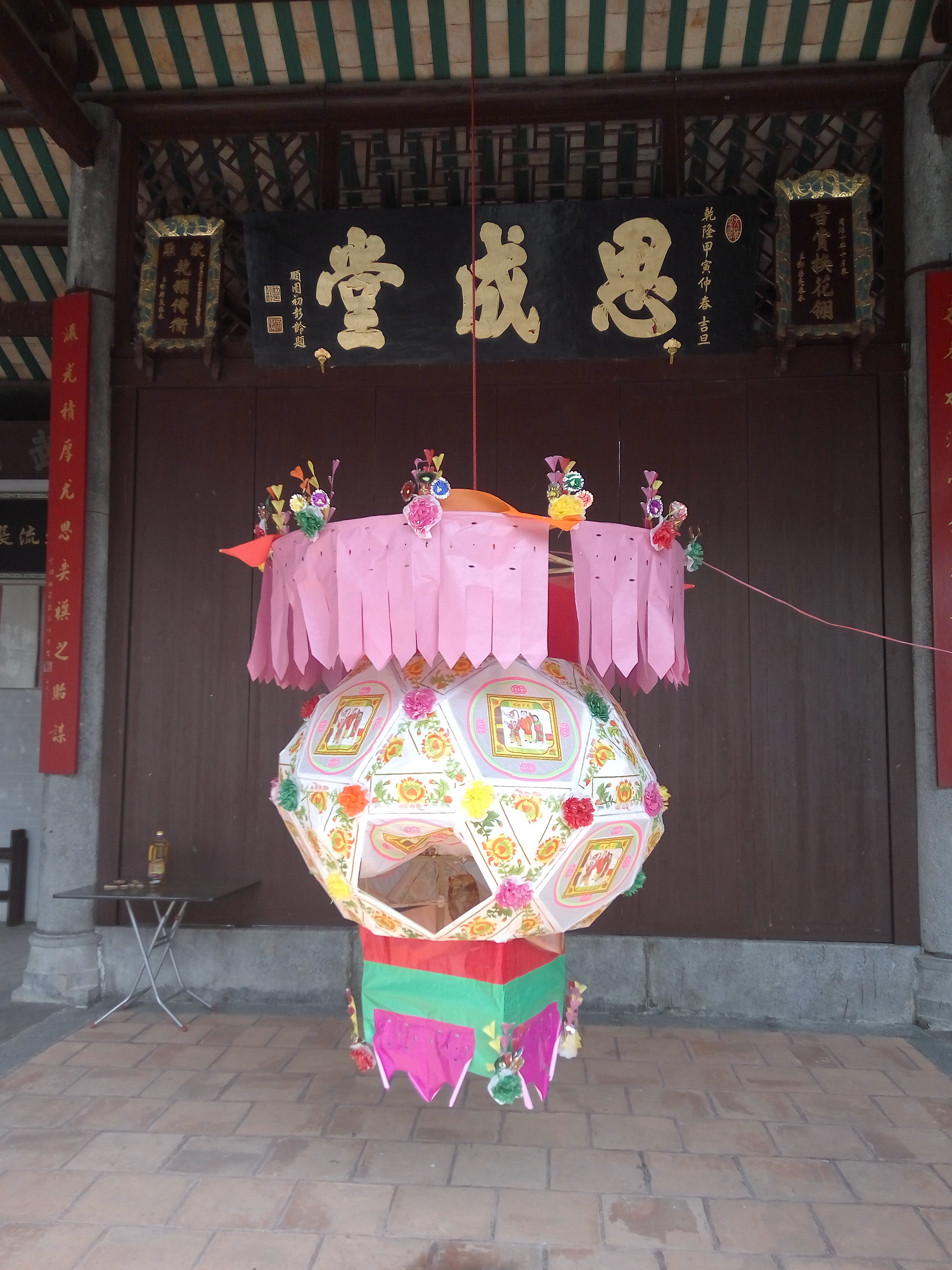
錦田水頭村清樂鄧公祠思成堂的大八角花燈
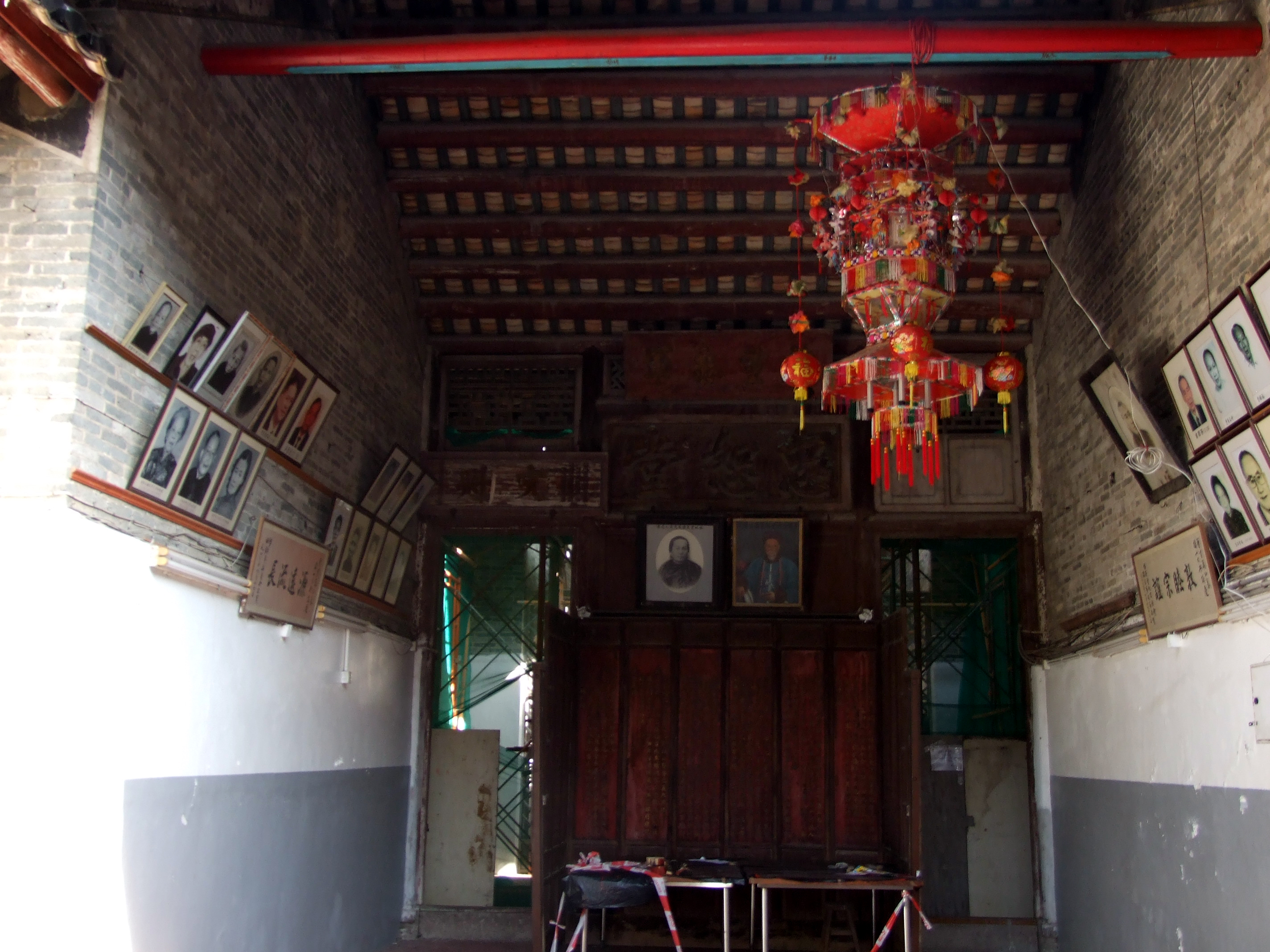
曾大屋神廳懸掛的花燈
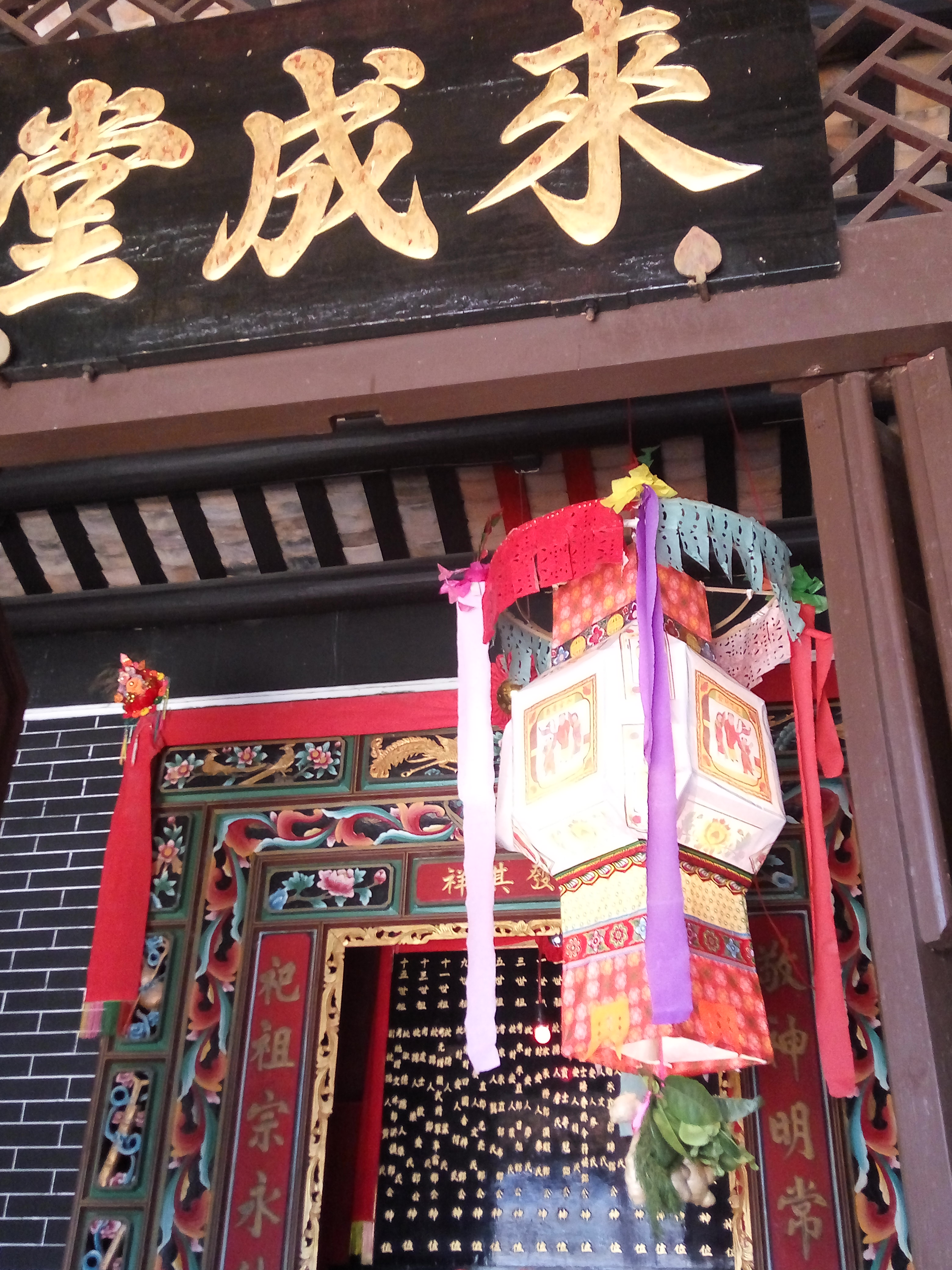
錦田水頭村廣瑜鄧公祠來成堂的丁燈

## 發展

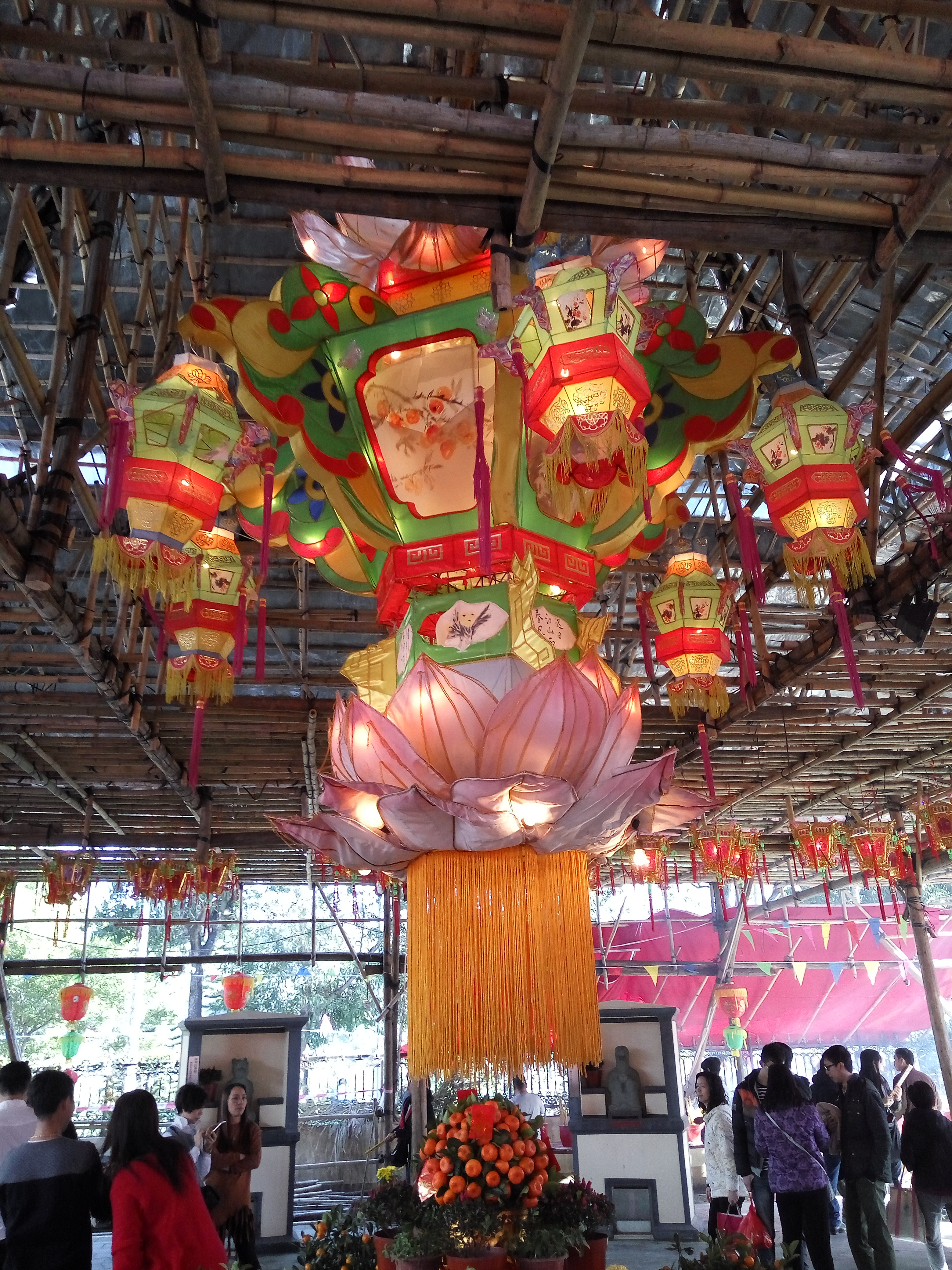
林村香港許願節的燈棚

點燈是圍村內的大事，但因無力負擔點燈的費用而來的悲劇也不少，上水圍便曾廢除點燈儀式，改為在糯米酒中加入豆卜、粉絲等煮成「燈酒」，分發給村中族人，簡化儀式，直到近年才復辦點燈儀式。亦有一些圍村由於出生率下降，為節約計，便將點燈儀式改為每隔數年，儲夠丁數才辦一次。
而林村舉辦的香港許願節，由第二屆開始更開放只供原居民男丁參與的點燈儀式，讓所有嬰兒參與 。

## 花燈
添丁花燈一般沒有特定樣式，隨師傅手藝而變，扎根沙田小瀝源村的吳水勝（水叔）紮竹篾做燈身支架，然後剪花紙，有分梅條、六耳條、八仙窗等設計，須剪得錯落有致，有的呈鋸齒狀，而八角形底部的丁燈是水叔標誌，取「發」諧音，丁燈底部還會綁上生菜、大蒜、銅錢、葱、芋仔、慈姑，取生財、百子千孫、聰明、富貴的諧音；活躍於元朗區的冒卓祺師傅主要扎作香港較常見的大八角款式，角越多燈就越圓，看上去較圓順。